# Juncus acutus subsp. leopoldii
Juncus acutus subsp. leopoldii é uma subespécie de planta com flor pertencente à família Juncaceae. 
A autoridade científica da subespécie é (Parl.) Snogerup, tendo sido publicada em Botaniska Notiser 131(2): 187. 1978..

## Portugal
Trata-se de uma subespécie presente no território português, nomeadamente em Portugal Continental, no Arquipélago dos Açores e no Arquipélago da Madeira.
Em termos de naturalidade é introduzida em Portugal Continental e nativa do Arquipélago dos Açores e do Arquipélago da Madeira.

## Protecção
Não se encontra protegida por legislação portuguesa ou da Comunidade Europeia.